# President de la Generalitat Valenciana
El president de la Generalitat Valenciana ostenta la més alta representació del País Valencià, i al seu torn és el cap del Consell de la Generalitat Valenciana, triat per mitjà de sufragi indirecte per les Corts Valencianes i, com a tal, representant ordinari de l'Estat al País Valencià.
Després de l'elecció, segons la normativa de l'Estatut d'Autonomia del País Valencià i el reglament de les Corts, el president té la potestat de triar un nou consell del qual formen part els consellers, els quals han de prometre o jurar l'Estatut i la Constitució, que es faran càrrec de diferents àrees de govern o conselleries. Des de la reforma de l'Estatut en 2006 al president, com més alta representació de la Generalitat, li correspon la convocatòria de les eleccions a les Corts Valencianes.
Des de la reinstauració de la Generalitat Valenciana hi ha hagut huit presidents de la Generalitat, encara que s'ha de sumar Josep Lluís Albinyana, el qual va ser president del Consell del País Valencià, ens preautonòmic del País Valencià. El primer president triat per les Corts va ser Joan Lerma i Blasco, i des del 13 de juliol de 2023 deté el càrrec de president de la Generalitat Carlos Mazón, líder del PPCV.
Als presidents i expresidents de la Generalitat, els correspon el tractament de «Molt Honorable Senyor».

## La institució presidencial

### Durant l'edat mitjana i moderna
Les Corts Valencianes de l'any 1418 crearen la Diputació del General (per antonomàsia, la Generalitat), amb una Durada dels anys del càrrec de tres anys, tenint una funció executiva i administrativa.
Les Corts de 1510 reorganitzaran la designació dels càrrecs de la Generalitat, en un sentit automàtic més i menys electiu. Amb aquesta estructura es va institucionalitzar este organisme, durant l'edat moderna fins a la seua extinció total, l'any 1709, a conseqüència de la Guerra de Successió i consegüent derogació dels Furs mitjançant els Decrets de Nova Planta.

### Després de la reinstauració
Amb l'Estatut d'Autonomia de 1982 es va restaurar el càrrec. Així, en l'actualitat la persona que deté el càrrec de la Presidència de la Generalitat, segons l'Estatut d'Autonomia, dirigix la Generalitat Valenciana, coordina l'Administració de la comunitat autònoma, designa i separa els consellers i ostenta la suprema representació de la Comunitat Valenciana i l'ordinària de l'Estat en la comunitat. El president és triat per les Corts Valencianes entre els seus membres i és nomenat pel rei.

#### Òrgans de suport
La Presidència de la Generalitat Valenciana compta amb el suport de cinc òrgans superiors, que es dividixen
en set direccions generals.

## Llista dels presidents
Abans de l'aprovació de l'Estatut d'Autonomia de la Comunitat Valenciana de 1982, es va instaurar el Plenari de Parlamentaris del País Valencià, el qual estava format pels senadors i diputats valencians de les Corts Generals. Este plenari era el responsable de triar al Consell Preautonòmic del País Valencià, el primer president del qual va ser Josep Lluís Albinyana. Les tensions sorgides durant la batalla de València van fer que el PSPV-PSOE, amb majoria en les dos institucions, abandonara el Consell al desembre de 1979, provocant la dimissió d'Albinyana. Entre 1979 i 1982 el president va ser Enrique Monsonís, d'UCD, en el mandat del qual es va aprovar l'Estatut, fet ratificat per una sentència del Tribunal Superior de Justícia de la Comunitat Valenciana (TSJCV). Amb la celebració de les eleccions generals espanyoles de 1982, el PSOE va guanyar les eleccions i Monsonís va ser substituït per Joan Lerma, qui després de les eleccions a les Corts Valencianes de 1983 seria el primer president de la Generalitat designat per les Corts Valencianes.
El País Valencià ha tingut des de l'aprovació del seu Estatut d'Autonomia nou presidents, dels quals tots excepte Josep Lluís Albinyana, Enrique Monsonís, i Joan Lerma en el seu primer govern, van ser designats per les Corts Valencianes després de la celebració d'unes eleccions autonòmiques o per la dimissió del seu antecessor. Les Corts Valencianes han investit per majoria absoluta a tots els presidents triats per elles, encara que en quatre ocasions (Joan Lerma el 1987, Eduardo Zaplana el 1995, Ximo Puig en 2015 i Carlos Mazón en 2023) els candidats van haver de comptar amb el suport d'altres forces polítiques a més de les seues.
| President | President         | President                              | Mandat | Mandat                              | Mandat             | Partit polític | Gabinet             | Legislatura   |
| Nº        | Fotografia        | Nom (Naixement–Mort)                   | Inici mandat                                                                                                   | Fi mandat                           | Dies               | Partit polític | Gabinet             | Legislatura   |
| --------- | ----------------- | -------------------------------------- | --- | ----------------------------------- | ------------------ | -------------- | ------------------- | ------------- |
| 1r        |                   | Josep Lluís Albinyana Olmos (1943-)    | 10 d'abril de 1978                                                                                             | 17 de desembre de 1979 (va dimitir) | 616                | PSPV–PSOE      | Albinyana           | Preautonòmica |
| 2n        | Sense imatge      | Enric Monsonís Domingo (1931-2011)     | 17 de desembre de 1979                                                                                         | 24 de novembre de 1982              | 1073               | UCD            | Monsonís I          | Preautonòmica |
| 2n        | Sense imatge      | Enric Monsonís Domingo (1931-2011)     | 17 de desembre de 1979                                                                                         | 24 de novembre de 1982              | 1073               | UCD            | Monsonís II Lerma I | ET            |
| 3r        |                   | Joan Lerma i Blasco (1951-)            | 24 de novembre de 1982 (elegit per l'Assemblea Provisional de la Generalitat Valenciana el 12 d'agost de 1982) | 3 de juliol de 1995                 | 4604               | PSPV–PSOE      | Monsonís II Lerma I | ET            |
| 3r        | Lerma II          | Joan Lerma i Blasco (1951-)            | 24 de novembre de 1982 (elegit per l'Assemblea Provisional de la Generalitat Valenciana el 12 d'agost de 1982) | 3 de juliol de 1995                 | 4604               | PSPV–PSOE      | I (1983)            |               |
| 3r        | Lerma III         | Joan Lerma i Blasco (1951-)            | 24 de novembre de 1982 (elegit per l'Assemblea Provisional de la Generalitat Valenciana el 12 d'agost de 1982) | 3 de juliol de 1995                 | 4604               | PSPV–PSOE      | II (1987)           |               |
| 3r        | Lerma IV          | Joan Lerma i Blasco (1951-)            | 24 de novembre de 1982 (elegit per l'Assemblea Provisional de la Generalitat Valenciana el 12 d'agost de 1982) | 3 de juliol de 1995                 | 4604               | PSPV–PSOE      | III (1991)          |               |
| 4t        |                   | Eduardo Zaplana Hernández-Soro (1956-) | 3 de juliol de 1995                                                                                            | 24 de juliol de 2002 (va dimitir)   | 2578               | PP             | Zaplana I           | IV (1995)     |
| 4t        | Zaplana II Olivas | Eduardo Zaplana Hernández-Soro (1956-) | 3 de juliol de 1995                                                                                            | 24 de juliol de 2002 (va dimitir)   | 2578               | PP             | V (1999)            |               |
| 5é        | Zaplana II Olivas | Sense imatge                           | José Luis Olivas Martínez (1952-)                                                                              | 24 de juliol de 2002                | 20 de juny de 2003 | 331            | V (1999)            |               |
| 6é        |                   | Francisco Camps i Ortiz (1962-)        | 20 de juny de 2003                                                                                             | 28 de juliol de 2011 (va dimitir)   | 2960               |                | Camps I             | VI (2003)     |
| 6é        | Camps II          | Francisco Camps i Ortiz (1962-)        | 20 de juny de 2003                                                                                             | 28 de juliol de 2011 (va dimitir)   | 2960               | VII (2007)     |                     |               |
| 6é        | Camps III Fabra   | Francisco Camps i Ortiz (1962-)        | 20 de juny de 2003                                                                                             | 28 de juliol de 2011 (va dimitir)   | 2960               | VIII (2011)    |                     |               |
| 7é        | Camps III Fabra   |                                        | Alberto Fabra Part (1964-)                                                                                     | 28 de juliol de 2011                | 28 de juny de 2015 | VIII (2011)    | 1431                |               |
| 8é        |                   | Joaquim Puig Ferrer (1959-)            | 28 de juny de 2015                                                                                             | 13 de juliol de 2023                | 2937               |                | Botànic             | IX (2015)     |
| 8é        | Botànic II        | Joaquim Puig Ferrer (1959-)            | 28 de juny de 2015                                                                                             | 13 de juliol de 2023                | 2937               | X (2019)       |                     |               |
| 9é        |                   | Carlos Arturo Mazón Guixot (1974-)     | 13 de juliol de 2023                                                                                           | En el càrrec                        | 766                |                | Mazón               | XI (2023)     |
| 9é        | Mazón II          | Carlos Arturo Mazón Guixot (1974-)     | 13 de juliol de 2023                                                                                           | En el càrrec                        | 766                |                |                     | XI (2023)     |